# FMOD
 (octobre 2012).
 (octobre 2012).
FMOD est une bibliothèque proprétaire multiplateforme de gestion du son, pouvant être utilisée au travers de nombreux langages de programmation. Avec le lancement de la version 4.03 la bibliothèque a été renommée FMOD Ex.

FMOD est gratuite pour une utilisation personnelle et non commerciale.

## Plates-formes prises en charge
FMOD prend désormais en charge 12 plates-formes :
- Windows 32 bits et Windows 64 bits (AMD64)
- Linux 32 et 64 bits.
- Mac OS X 32 et 64 bits.
- PlayStation 2 et 3, PlayStation Portable, PlayStation Vita
- Xbox 360
- Wii, Nintendo 3DS, Wii U.
- Appareils Apple tournant sous iOS (iPhone, iPod Touch, iPad)
- Android
- La technologie Native Client de Google.

## Liste des Fonctionnalités

### Formats pris en charge
- DLS - (DownLoadable Sound format pour la restitution de fichiers midi.
- M3U - (Contient des liens vers des fichiers audio. Pour accéder au contenu, l'API FMOD Ex est utilisée).
- ASX - (Contient des liens vers des fichiers audio. Pour accéder au contenu, l'API FMOD Ex est utilisée).
- WAX - (Contient des liens vers des fichiers audio. Pour accéder au contenu, l'API FMOD Ex est utilisée).
- PLS (voir PLS (format de fichier)) - (Contient des liens vers des fichiers audio. Pour accéder au contenu, l'API FMOD Ex est utilisée).
- AIFF - (Audio Interchange File Format)
- ASF - (Advanced Streaming Format), inclut la prise en charge des pistes audio pour les flux video.
- FLAC (Free Lossless Audio Codec) - (codec sans perte due à la Compression de données).
- FSB - (FMOD sample bank format generated by FSBank and FMOD designer tool).
- IT - (Il ne requiert pas DirectX, contrairement à d'autres bibliothèques).
- MOD - (Protracker / Fasttracker and others sequenced mod format)
- MP2 - (MPEG I/II couche 2)
- MP3 - (MPEG I/II couche 3, incluant support du VBR)
- OGG - (Ogg Vorbis format)
- RAW - (Raw file format support. L'utilisateur peut spécifier le nombre de canaux, le bitdepth, le format …etc.)
- S3M (voir S3M)- (ScreamTracker 3 sequenced mod format)
- WAV - (Microsoft Wave files, inlcluant les formats de compression wav. PCM, MP3 et IMA ADPCM)
- WMA - (Windows Media Audio format)
- XM (eXtended Module) - (FastTracker 2 sequenced format)
- VAG - (PS2 / PSP seulement)
- XMA - (Xbox 360 seulement), voir (en) XMA